# PZL Bielsko SZD-45
Dimensions
Le SZD-45 Ogar est un motoplaneur construit en bois, aluminium et en fibres de verre, conçu en Pologne, dans les usines de PZL-Bielsko. Le prototype de ce planeur motorisé vola pour la première fois le 29 mai 1973. Il a été construit 64 exemplaires, dont 41 ont été exportés.
Il a une double hélice propulsive Hoffmann. Le train d'atterrissage est semi-rétractable. L'import américain est alimenté avec le double moteur Revmaster. L'Ogar est certifié pour de simples voltiges.